# Lajos Varga (episcop)
Lajos Varga  (n. 5 decembrie 1950, Budapesta, Republica Populară Ungară) este un episcop romano-catolic maghiar.